# Лист з юності
Лист з юності (рос. Письмо из юности) — радянський художній фільм 1973 року, знятий на Кіностудії ім. М. Горького.

## Сюжет
Як і всі підлітки під час війни, Вася рвався на фронт. Він потряпляє в водолазну школу, але після її закінчення хлопця посилають допомагати розчищати озеро. Васі, який мріє про фронт, важко звикнути до «тилової прози»…

## У ролях
- Леонід Неведомський — Семен Григорович Субтиля, старшина, водолаз
- Євген Карельських — Льоха Сухаревський, водолаз
- Євген Кондратьєв — Вася Чарик, водолаз
- В'ячеслав Расцвєтаєв — Іван Гнатович Соложенкін, директор заводу
- Валентина Сперантова — Назариха, Аграфена Миронівна, коваль
- Лариса Леонова — Клава
- Раїса Рязанова — Фрося
- Наталія Дмитрієва — Анна Петрівна, Нюра, мати Миті
- Олена Борзова — Тоня
- Світлана Харитонова — мати Тоні
- Клавдія Козльонкова — Глаша
- Володимир Таусон — Дмитро Миколайович Уткін, хлопчик Митя
- Сергій Овчаров — хлопчик з селища
- Олена Воїнова — Нюся Уткіна, дівчинка з селища
- Данило Перов — хлопчик, син Анни Петрівни
- Євген Гаврилов — Євген Юрійович Гаврилов, хлопчик з селища
- Олексій Прончик — хлопчик з селища
- Раїса Конюхова — епізод
- Зоя Уткіна — епізод
- вгенія Куликова — Євгенія Василівна Куликова
- Олена Лебедєва — Олена Йосипівна Лебедєва
- Ірина Муравйова — робітниця заводу

## Знімальна група
- Режисер — Юрій Григор'єв
- Сценарист — Анатолій Соболєв
- Оператор — Борис Середін
- Композитор — Володимир Комаров
- Художник — Ігор Бахметьєв